# Yazıhan
Yazıhan là một huyện thuộc tỉnh Malatya, Thổ Nhĩ Kỳ. Huyện có diện tích 505 km² và dân số thời điểm năm 2007 là 15993 người, mật độ 32 người/km².